# Rissoa euxinica
Rissoa euxinica is een slakkensoort uit de familie van de Rissoidae. De wetenschappelijke naam van de soort is voor het eerst geldig gepubliceerd in 1909 door Milaschevich.